# Eric Lichaj
Eric Lichaj (né le 17 novembre 1988 à Downers Grove dans l'État de l'Illinois) est un footballeur international américain d'origine polonaise jouant au poste de latéral droit au Fatih Karagümrük.

## Biographie
À l'âge de 14 ans, il rejoint l'IMG Soccer Academy de Bradenton en Floride.

Il commence sa jeune carrière au Downers Grove Roadrunners Soccer Club puis joue pour les Chicago Magic avant de rejoindre l'équipe universitaire North Carolina Tar Heels. Il y jouera pendant un an avant de rejoindre le championnat d'Angleterre et signer à Aston Villa.

### Aston Villa
Lors de la saison 2008-2009, il joue pratiquement tous les matchs avec l'équipe réserve. Il intègre le groupe pro pour la pré-saison 2009-2010 et participe à la Coupe de la paix 2009 en Espagne qu'il remporte contre la Juventus. Malgré un bon tournoi, il est prêté à Lincoln City qui évolue en League Two. En janvier 2010, il est à nouveau prêté mais cette fois en League One, il terminera la saison à Lincoln City où il inscrira son premier but professionnel.
À la suite d'un bon début de saison 2010-2011, il signe un nouveau contrat de 3 ans avec son club. Il participe au tour préliminaire de la Ligue Europa contre le Rapid de Vienne. Il joue son premier match en Premier League le 10 novembre 2010 contre Blackpool.

### Leeds United
Le 9 février 2011, il rejoint le club de Leeds pour un prêt d'un mois. Ce prêt se prolongera jusqu'à la fin de la saison où l'américain aura joué 16 matchs de championnat, tous en tant que titulaire.

### Nottingham Forest
En juin 2013, il signe un contrat de deux ans avec Nottingham Forest.

### Hull City et après
Le 22 juin 2018, il rejoint Hull City.
Le 7 septembre 2020, il rejoint Fatih Karagumruk SK.

### Équipe nationale
Il participe à la qualification de son pays pour la coupe du monde 2005 des - 17 au Pérou. Il est ensuite appelé en équipe des - 20 mais se blesse.
Appelé en sélection polonaise, il décline la proposition et affiche sa préférence pour l'équipe des États-Unis. Il est finalement sélectionné pour les États-Unis en octobre 2010 pour affronter en match amical, la Colombie et la Pologne son pays d'origine. Il honore sa première sélection le 12 octobre 2010 contre la Colombie.

## Palmarès
- Coupe de la paix 2009
- Finaliste de la Gold Cup 2011